# Анна Гавалда
Анна Гавалда (на френски: Anna Gavalda) е френска писателка и журналистка.

## Биография и творчество
Анна Гавалда е родена на 9 декември 1970 г. в Булон Биянкур, Франция. Завършила е литература в Сорбоната.
Работи като учителка по френски език и литература до излизането на първата ѝ книга с разкази и новели „Искам някой някъде да ме чака“. С нея авторката е обявена за новата литературна звезда на Франция, оглавява бестселър листата и получава наградата „Гран при“.
И втората ѝ книга „Обичах я“ е европейски бестселър. Следва романът „Заедно“, където Гавалда доразвива темата „Има ли живот без любов“. В Япония наричат писателката „Новата Франсоаз Саган с мобилен телефон“.
На български език са излезли още „Един подарен ден“ и „Утешителната игра“.
Като журналистка пише за списание „Ел“.
Анна Гавалда живее в Мелюн с двете си деца.

## Произведения

### Сборници
- Je voudrais que quelqu'un m'attende quelque part (1999) – разкази
Искам някой някъде да ме чака, изд.: „Унискорп“, София (2004), прев. Весела Шумакова

### Самостоятелни романи
- L'Échappée belle (2001)
Един подарен ден, изд.: „Унискорп“, София (2011), прев. Весела Шумакова
- Je l'aimais (2002)
Обичах я, изд.: „Унискорп“, София (2003), прев. Весела Шумакова
- Ensemble, c'est tout (2005)
Заедно, това е, изд.: „Унискорп“, София (2012), прев. Весела Шумакова
- À leurs bons cœurs (2005)
- La Consolante (2008)
Утешителната игра, изд.: „Унискорп“, София (2011), прев. Весела Шумакова
- Billie (2013)
- La Vie en mieux (2014)

### Юношеска литература
- 35 kilos d'espoir, revue Je Bouquine (2002)
35 кила надежда, изд.: „Унискорп“, София (2016), прев. Весела Шумакова
- Un secret trop secret (2002)
- Ma vie, un poil plus belle (2005)
- Coeur perdu coeur trouvé (2009)

### Новели
- Ceux qui savent comprendront (2000)
- La Moitié d'un confetti (2001)
- Happy Meal (2004)
- Nos petites écailles… (2009)
- Désordre et sentiments (2010)

### Екранизации
- 2007 Ensemble, c'est tout – с Одре Тоту, Гийом Кане и Лоран Стокър, реж. Клод Бери
- 2009 Je l'aimais de Zabou Breitman – с Даниел Отьой и Мари-Жозе Кроз, реж. Даниел Отьой
- 2009 35 kilos d'espoir – с Ейдриън Юрдюбае и Жерар Риналди, реж. Оливие Ланглоа